# Радислав Лазаревић
Радислав Лазаревић (Вучитрн, 8. новембар 1903 — Београд, 15. април 1990) био је српски глумац.

## Биографија
Рођен је у Вучитрну 8. новембар 1903. године у породици Ненада Лазаревића, угледног предратног ветеринара у Косовском Поморављу. Одрастао је на Прилужју. Један од пресудних тренутака у каријери Радислава Лазаревића је била локална путујућа караван представа из 1921. године, у Приштини у којој је играо у представи „Коњи се играју врани”.
Остварио је велики број улога на филму и у позоришту.
Најпознатија и једина филмска улога је лик Пантелије у филму Маратонци трче почасни круг.
Преминуо је 15. априла 1990. године, у 86. години после тешке болести.